# Кифисья (станция метро)

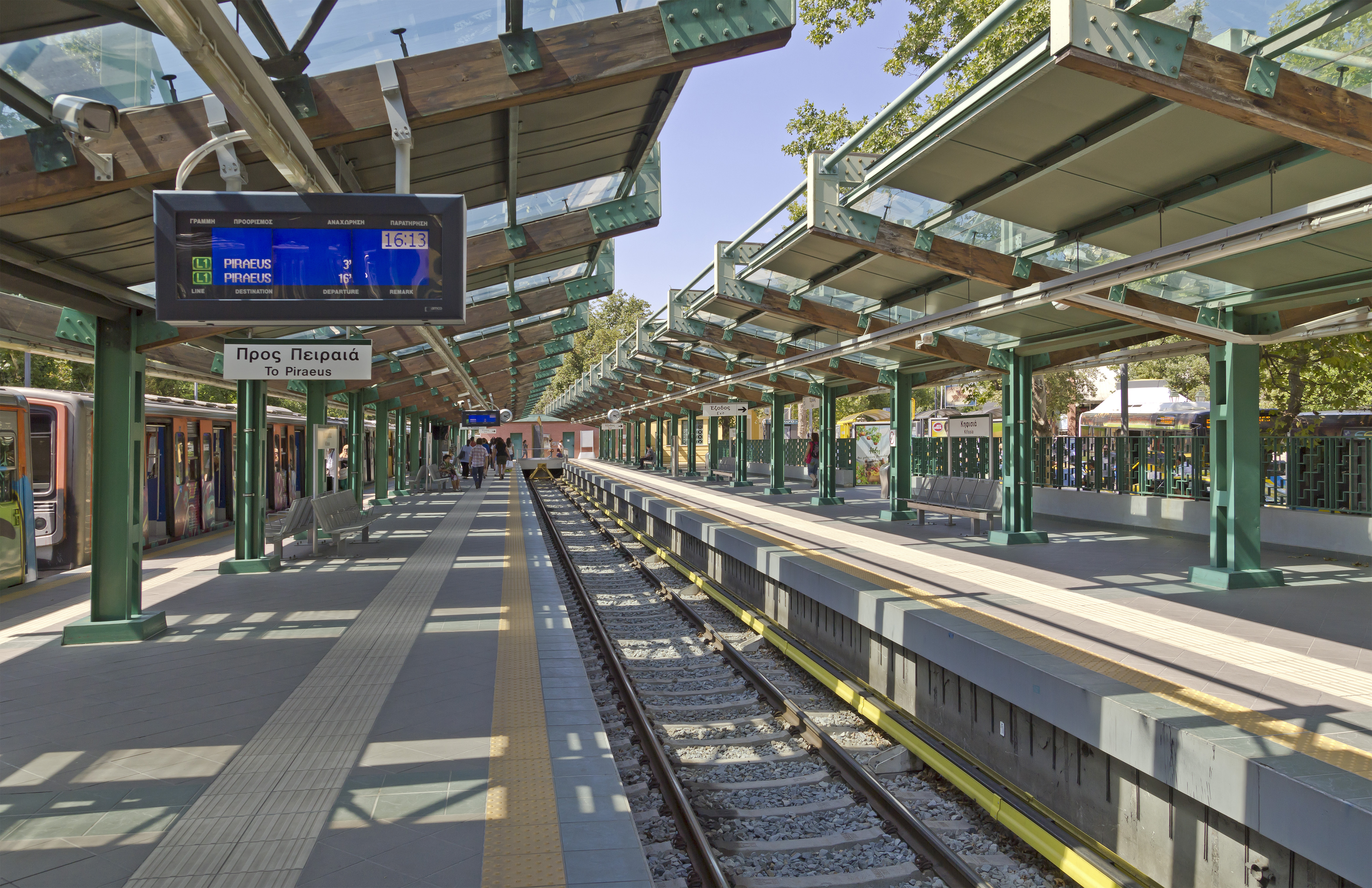
Афинский метрополитен. Станция метро Кифисья.

Кифисья (греч.  Κηφισιάς) — станция Афинского метрополитена, в составе 
Афина-Пирейской железной дороги. Расположена на расстоянии 25 655 метров от станции метро «Пирей». Как станция метро она была открыта 10 августа 1957 года. На станции заложено тактильное покрытие.